# جیمز وات
جیمز وات (به انگلیسی: James Watt) (زاده ۱۹ ژانویه ۱۷۳۶ – درگذشته ۲۵ اوت ۱۸۱۹)، فیزیک‌دان و دانشمند مشهور اسکاتلندی بود. او را پدر انقلاب صنعتی می‌خوانند. 
جیمز وات با کامل کردن دیگ بخار، خدمت بزرگی به فیزیک و مکانیک کرد. اختراع چگال‌گر بخار از سوی او به صرفه‌جویی زیادی در سوخت و گسترش استفاده از نیروی بخار انجامید.
به‌افتخار او، واحد توان در اس‌آی، وات نامیده‌ می‌شود. هر وات، یک ژول بر ثانیه است. از دیگر واحدهای توان، اسب بخار است که تقریباً معادل ۷۴۶ وات می باشد.

## زندگی
جیمز وات، ۱۷۳۶ در گریناک اسکاتلند زاده‌شد. از کودکی، کم‌بنیه و ظریف بود. برای همین، او را به مدرسه نفرستادند و پدر و مادرش در خانه به تربیت او پرداختند.
جیمز وات، تخیل قوی داشت و کم‌کم به امور فنی و مهندسی علاقه‌مند شد. او به ستاره‌شناسی، همچون ریاضیات علاقه داشت و ساعت‌ها دراز می‌کشید و به ستاره‌ها نگاه می‌کرد.
او از خواندن و آموختن لذت می‌برد. اما زمانی فرا رسید که باید به‌سبب تنگ‌دستی و برای گذران زندگی، کار می‌کرد. بنابراین در مغازه‌ای شروع به کار کرد. صبح‌ها باید چند ساعت پیش‌از بازشدن مغازه برمی‌خاست و کارش را آغاز می‌کرد، که بر سلامتی‌اش اثر بد گذاشت.
یکی از استادان دانشگاه که از مهارت او در امور فنی باخبر شده‌بود، اتاقی در دانشگاه به او داد تا بتواند آن‌جا به کارهایش ادامه دهد. ۱۷۶۴، او موتوری را در دانشگاه تعمیر کرد و چند ماه، شبانه‌روزی انواع نیروی بخار را آزمود. سرانجام اصول موتور بخار به ذهنش راه یافت.
در این راه، مشکلات زیادی برایش پیش‌آمد و اتاقش را در دانشگاه از دست داد. اگر کمک‌ همسرش، مارگارت میلو، نبود، او دست از کار می‌کشید. جیمز پس از گشودن کارگاهش در دانشگاه، با مارگارت ازدواج کرده‌بود.
جان روباک، یکی از دوستانش، پذیرفت که شریک جیمز شود و بدهی‌هایش را بپردازد و اختراعش را به‌ثبت برساند. جیمز با شادی رهسپار لندن شد. اما کارمندان اداره ثبت اختراعات، بی‌اعتنایی کردند، که سبب ناراحتی جیمز شد. از طرفی روباک هم مقروض شده بود و دیگر نمی‌توانست به جیمز کمک کند. در این گیرودار، کارخانه‌دار ثروتمندی به‌نام متیو بولتون از راه جان روباک از اختراعات جیمز آگاه شد و پذیرفت که با جیمز کار کند. این نقطه عطفی در زندگی جیمز بود و موفق شد موتور بخارش را در سال ۱۷۶۹ بسازد.
آن هنگام، شهرتش افزایش یافت و موفقیت بزرگی نصیبش شد. از موتور او، که نتیجه تلاش‌هایش بود، در صنعت و کارخانه‌ها استفاده شد. اختراع جیمز وات، نقطه عطفی در انقلاب صنعتی در اروپا بود و راه را برای تولید انبوه کالا، حمل‌ونقل و مصرف بیشتر باز کرد. 
جیمز وات، ۱۸۱۹، در ۸۳ سالگی درگذشت.

## مخترعان پیشین ماشین بخار از جمله دنی پاپن و ...
نخستین ماشین بخار را در سال   ۱۶۹۰، فردی به نام دنی پاپَن (Denis Papin)، فیزیک‌دان فرانسوی اختراع کرد. بیشترِ ماشین کوچکی که پاپن ساخته‌بود را سیلندرها و پیستون‌ها تشکیل می‌دادند. آب در سیلندرها، بخار شده، موجب بالا رفتن پیستون‌ها می‌شد. با بالا رفتن پیستون‌ها، هوای قسمت بالایی سیلندرها فشرده‌می‌شد. او  اگر بخار آب زیر پیستون‌ها ناگهان سرد شده و به آب تبدیل می‌کرد، هوای فشرده قسمت بالایی سیلندرها، پیستون‌ها را با قدرت به پایین می‌راند و این حرکت پیستون‌ها می‌توانست  چرخی را به حرکت درآورد.
جیمز وات موتور بخار را اختراع نکرد و حتی از تکان‌خوردن درِ کتری در حال جوشیدن برای این کار الهام نگرفت، بلکه او نخستین موتور بخار تجاری را با توسعه و بهبود موتور بخار توماس نیوکامن را ساخت و موتور ساخته‌شدۀ او بعدها مشهور شد.
نخستین موتور قابل استفاده را در سال  ۱۷۱۲، نیوکامن ساخت که برای تخلیه آب معادن و بالا بردن آب برای چرخاندن چرخ‌های آبی، مؤثر و مقرون‌ و به‌صرفه بود.

## منابع

تمبر یادبود جیمز وات - انتشار در سال ۱۹۹۶ - کوبا